# 真城めぐみ
真城 めぐみ（ましろ めぐみ 1965年7月12日 - ）は、日本のミュージシャン。ロックバンド、ヒックスヴィルのボーカリスト。

## 来歴
1989年、ロッテンハッツに参加。1994年の解散後、メンバーの木暮晋也、中森泰弘とヒックスヴィルを結成し、現在まで活動中。コーラスとして小沢健二などさまざまなミュージシャンのレコーディングやコンサートに呼ばれることがあるヴォーカリストである。
2015年、ザ・クロマニヨンズの真島昌利、ヒックスヴィルの中森泰弘と新バンド、「ましまろ」を結成。5月13日に「ガランとしてる」でデビューした。
音楽界屈指の料理好きとも知られ、居酒屋の女将として働く居酒屋・真城をはじめとした料理のイベントも多数行っている。

## 主な参加作品
- 絢香
- 青山陽一
  - 「電波組曲」（2000年、アルバム『EQ』収録）
- ウルフルズ
  - 「それが答えだ!」
- オリジナルラブ
- 小沢健二
  - アルバム『LIFE』（1994年）（M-1.愛し愛され生きるのさ、M-2.ラブリー、M-3.東京恋愛専科・または恋は言ってみりゃボディー・ブロー、M-4.いちょう並木のセレナーデ、M-5.ドアをノックするのは誰だ? (ボーイズ・ライフ pt.1:クリスマス・ストーリー)、M-7.ぼくらが旅に出る理由）、「流動体について」（2017年）、アルバム『So kakkoii 宇宙』（2019年）
- カーネーション
  - 「Sweet Baby」（1997年、アルバム『Booby』）、「グッバイ! 夕暮れバッティング・マシーン」（1999年、アルバム『Parakeet&Ghost』収録）
- かせきさいだぁ≡
  - アルバム『かせきさいだぁ≡』（M-1.さいだぁ≡ぶるーす、M-3.土曜日のかせきさいだぁ≡）（1995年）
- キリンジ
  - 「愛のCoda」（2003年、アルバム『For Beautiful Human Life』収録）
- GOMES THE HITMAN
  - 「そばにあるすべて」（2003年、アルバム『omni』収録）
- サンボマスター
  - アルバム『サンボマスターは君に語りかける』（M-2.青春狂騒曲、M-5.夜が明けたら、M-8.週末ソウル、M-10.マフラーの揺れる間に）、シングル「世界はそれを愛と呼ぶんだぜ」（M-1.世界はそれを愛と呼ぶんだぜ、M-3.僕に捧ぐ）、シングル「全ての夜と全ての朝にタンバリンを鳴らすのだ」（M-1.全ての夜と全ての朝にタンバリンを鳴らすのだ、M-2.あの鐘を鳴らすのはあなた）（以上2005年）、シングル「手紙」（M-1.手紙）、アルバム『僕と君の全てをロックンロールと呼べ』（曲別クレジット無し）、シングル「愛しさと心の壁」（M-1.愛しさと心の壁）（以上2006年）、アルバム『音楽の子供はみな歌う』（曲別クレジット無し）（2008年）
- THEATRE BROOK
  - アルバム『TALISMAN』）、シングル「ドレッドライダー」（以上1996年）
- THE SHAMROCK
  - アルバム『CHEERS!』（1992年)
- 堂島孝平
- NONA REEVES
- 浜田省吾
  - アルバム『初夏の頃 〜IN EARLY SUMMER〜』（M-2.「街角の天使」女性パートヴォーカル）
- ホフディラン
  - シングル「はじまりの恋」、アルバム『遠距離恋愛は続いた!!』、シングル「カミさま カミさま ホトケさま」（以上2007年）、シングル「恋人たち」（2008年）、シングル「ニューピース」、アルバム『ブランニューピース』（以上2009年）
- MELLOWHEAD
- スピッツ
  - 「夢追い虫 (early version)」（2006年発売のベスト『CYCLE HIT Spitz Complete Single Collection 1997-2005』のボーナスCDに収録）、シングル「群青」（2007年）のテレビ出演
- THE COLLECTORS
- モダンチョキチョキズ
  - アルバム『別冊モダチョキ臨時増刊号』
    - M-11「主夫の生活'94」

  - アルバム『くまちゃん』
    - M-1「エケセテネ」、M-5「I Wish...」
- 柳原陽一郎
  - アルバム『ドライブ・スルー・アメリカ』（M-1.ブルー・アイズ、M-2.ロックンロール・レイディオ、M-3.レインボー・コネクション、M-7.ミスター・ソウル、M-8.オンリー・イエスタデイ、M-9.ミー・ジャパニーズ・ボーイ）
- レキシ
  - アルバム『レキミ』（M-8.「君がいない幕府」）feat.お台所さまとして参加

## 出演

### 舞台
- Theatre劇団子第19回公演「遥かなる山でヤッホッホ」（2007年11月15日 - 18日、紀伊國屋ホール）
- 畠中恵「しゃばけ」シリーズPresents シャイニングモンスター - アマビエ 役
  - 〜ばくのふだ〜（Shining編 / Shadow編）（2021年3月13日 - 21日、CBGKシブゲキ!!）
  - 2nd STEP 〜てんげんつう〜（2022年7月30日 - 8月4日、浅草花劇場）

### 料理イベント
- 居酒屋・真城 (荻窪ルースターで不定期開催)
  - 居酒屋・真城 第1回（2023年8月11日）
  - 居酒屋・真城 第2回（2023年10月27日）
  - 居酒屋・真城 第3回（2024年1月23日）
  - 居酒屋・真城 第4回（2024年9月3日）
  - 居酒屋・真城 第5回（2025年1月9日）
  - 居酒屋・真城 第6回（2025年3月19日）

- レコードと飯
  - レコードと飯 MASHIRO & GULLY Theme is Chu-ka 音中華マシダイ (2024年3月5日、TOP BEAT CLUB)
  - 秋の夜長にレコード&飯feat.MASHIRO&GULLY (2024年10月3日、TOP BEAT CLUB)
  - RECORD & MESHI feat. MASHIRO & GULLY Heading west. (2025年4月8日、神戸VARIT.)
  - RECORD & MESHI feat. M&G meets R&R GUYS (2025年6月12日、TOP BEAT CLUB)